# Batalla del pont de Zompe
La batalla del pont de Zompe (o Zompos) o batalla del Sangari fou un fet d'armes esdevingut el 1074 entre l'Imperi Romà d'Orient i el mercenari normand Roussel de Bailleul, en rebel·lió contra l'imperi des de l'intent del general romà Isaac Comnè de disciplinar els seus soldats. L'exèrcit romà —menat pel cèsar Joan Ducas, el seu fill Andrònic Ducas i el futur emperador Nicèfor Botaniates— i les tropes de Roussel de Bailleul es trobaren a la vora del pont sobre el riu Sangari a Zompe, una via de comunicació important entre Constantinoble i el centre d'Anatòlia. Els normands i francs infligiren una gravíssima derrota als romans, atribuïble com a mínim en part a la retirada intempestiva de Botaniates amb les reserves asiàtiques. Els dos Ducas foren capturats. Al jove, malferit, se li permeté a Constantinoble, però Roussel de Bailleul erigí Joan Ducas en usurpador del tron imperial al servei dels seus propis interessos i procedí a saquejar Crisòpolis, a la riba asiàtica del Bòsfor, davant mateix de la capital imperial.
En última instància, les maniobres de Roussel de Bailleul es veieren frustrades quan Joan Ducas fou capturat per turcs al servei de l'imperi en una emboscada al mont Sòfon. El mateix normand seria atrapat per Tútuix I el 1075 a canvi d'una recompensa del futur emperador Aleix Comnè. Tanmateix, l'historiador Andónios Vràtimos, de la Universitat de Sakarya, ha suggerit que la destrucció de bona part de l'exèrcit imperial al pont de Zompe li impedí defensar els temes fronterers d'Anatòlia i, per tant, tingué un paper determinant en la caiguda de la península en mans dels turcs. En tot cas, fou l'última batalla a gran escala a l'interior d'Anatòlia fins a l'arribada de la Primera Croada.
Vràtimos veu indicis de perfídia en la retirada inoportuna de Botaniates i sospita que havia arribat a una entesa secreta amb Roussel de Bailleul per derrocar l'emperador Miquel VII Ducas i instal·lar-se en el tron.